# Дібрівський (гідрологічний заказник)
Дібрівський  — гідрологічний заказник місцевого значення в Україні. Створений рішенням Рівненського облвиконкому № 33 від 28.02.1995 р. Заказник знаходиться на території Дібрівської сільської ради. Землекористувач — Дібрівське лісництво ДП «Зарічненський лісгосп» (квартали 10). Площа 106 га.
Створений з метою збереження в природному стані заплави р. Стир.